# Mosla soochowensis
Mosla soochowensis là một loài thực vật có hoa trong họ Hoa môi. Loài này được Matsuda mô tả khoa học đầu tiên năm 1912.